# ДЖЕФ Юнайтед Итихара Тиба
«ДжЕФ Юнайтед Итихара Тиба» (яп. ジェフユナイテッド市原・千葉 Дзэфу Юнайтэддо Итихара Тиба, англ. JEF United Ichihara Chiba) — японский футбольный клуб из города Тиба, префектура Тиба.

## История
Клуб был основан в 1946 году как футбольная секция компании «Фурукава Электрик». В 1991 году клуб объединился с футбольной секцией железнодорожной компании East Japan Railway Company (JR-East) и под именем «Джеф Юнайтед Итихара» в 1993 году вступил в профессиональную футбольную Джей-лигу. Стадионом клуба был «Итихара Сисайд Стэдиум» (его вместимость составляет 16 933 человека) в городе Итихара, а в 2003 году город Тиба стал вторым домашним городом клуба, добавив «Тиба» к названию.
С 2003 по 2006 год команду тренировал известный боснийский тренер Ивица Осим, который затем возглавил сборную Японии. В эту эпоху «ДЖЕФ Юнайтед» достиг своих высших достижений: дважды выиграл кубок японской лиги и дважды брал бронзовые медали чемпионата. В 2003-м, лишь по дополнительным показателям, лишился серебряных наград.
С 2008 по 2009 год команду возглавлял Алекс Миллер, до этого помогавший Рафаэлю Бенитесу в «Ливерпуле». В этот период клуб опустился из первого во второй дивизион.

## Достижения
- Чемпион Японии (2): 1976, 1986
- Обладатель Кубка Императора (4): 1960, 1961, 1964, 1976
- Финалист Кубка Императора (2): 1962, 1984
- Обладатель Кубка Лиги (2): 2005, 2006
- Финалист Кубка Лиги (1): 1998